# Lille Fridolf blir morfar
Lille Fridolf blir morfar är en svensk komedifilm från 1957 i regi av Per Gunvall.

## Handling
Fridolfs dotter Maggan väntar barn och Fridolf får så småningom ett hedersuppdrag av Maggan och Valdemar, han ska hitta på ett namn åt barnet. Innan han klarar av det blir det mycket trassel och förvecklingar. Fridolf och hans kompisar Öster och Blom driver med varandra genom diverse spratt. Ovetandes om att Selma och Kvinnogillet ska dra igång en kampanj mot hundar i hushållet, köper Fridolf lite motviligt en hundvalp som han faller för. Selma och Fridolf hyr ett sommartorp och flyttar ut på landet under sommaren. Under en affärsresa till Göteborg kommer Fridolf på ett genialiskt namn på Lillen, Fridolf är nämligen övertygad om att barnbarnet blir en pojke.

## Om filmen
Filmen premiärvisades 2 september 1957. Inspelningen utfördes vid Sandrew-Ateljéerna i Stockholm med exteriörer från Göteborg, Vadstena och Visby på Gotland av Max Wilén. Som förlaga har man Rune Mobergs radioserie om kontorschefen Lilla Fridolf som började sändas hösten 1955.
Fridolfs dotter Maggan spelas i de övriga tre Fridolf-filmerna av Inga Gill, men här spelas hon av Meg Westergren, då Gill var gravid under inspelningen.

## Roller i urval
- Douglas Håge – Fridolf Olsson, kontorschef på Kolonialvarubolaget
- Hjördis Petterson – Selma Olsson, Fridolfs fru
- Meg Westergren – Maggan Palm, Fridolfs och Selmas dotter
- Lars Ekborg – Valdemar Palm, folkskollärare, Maggans make
- Sif Ruud – moster Cecilia i Vadstena
- Torsten Lilliecrona – Patrik, Cecilias man
- Georg Rydeberg – Isaksson, författare, inneboende hos Olssons
- Sigge Fürst – konsulent Hilding Öster
- Elof Ahrle – Blom
- Herman Ahlsell – direktör Egon Canon
- Börje Mellvig – disponent Grillhagen, Fridolfs chef
- Emy Hagman – Bettan, medlem i Kvinnogillet
- Barbro Kollberg – Agnes, väninna till Cecilia
- Bellan Roos – Olssons granne
- Viola Sundberg – expediten i leksaksaffären
- Hariette Garellick – Mona Canon, Egons fru
- Lena Brogren – Solbritt, Monas väninna

## Musik i filmen
- Maggiduddi og jeg (Lilla Frida och jag), kompositör Leon Bonnard, dansk text Ludvig Brandstrup svensk text Karl Gerhard, instrumental.
- Hej, tomtegubbar, instrumental.
- Rock 'n' Roll, kompositör Lennart Fors, instrumental.
- Still ruht der See (Lugn hvilar sjön), kompositör och tysk text 1879 Heinrich Pfeil, sång Douglas Håge
- Höga berg och djupa dalar, sång Douglas Håge
- Älvsborgsvisan (Ny Elfsborgsvisa/Den blomsterprydda gondolen gled), text August Wilhelm Thorsson, sång Douglas Håge
- Vårsång (Glad såsom fågeln i morgonstunden), kompositör Prins Gustaf, text Herman Sätherberg, sång Douglas Håge
- En sjöman älskar havets våg, text Ossian Limborg, sång Herman Ahlsell, Hariette Garellick och Lena Brogren
- Majas visa (När lilla kom till jorden), kompositör och text Alice Tegnér, instrumental.
- Ein Sommernachtstraum. Hochzeitmarsch (En midsommarnattsdröm. Bröllopsmarsch), kompositör Felix Mendelssohn-Bartholdy, sång Lars Ekborg och Meg Westergren

## DVD
Filmen gavs ut på DVD 2012.